# Metapenaeus monoceros
Metapenaeus monoceros és una espècie de gamba o llagostí de la família Penaeidae. Se la coneix com a llagostí banana en el mercat espanyol per la forma del cos, speckled shrimp en anglès, crevette mouchetée en francès, per la presència de taques o pigues a la superfície.

## Distribució i ecologia
Metapenaeus monoceros és nativa de l'Indo-Pacífic des de Durban fins a la Mar Roja al llarg de la costa africana i al voltant de l'Índia. Progressivament també ha envaït la Mediterrània oriental a través del canal de Suez, eliminant la població de l'espècie nativa Melicertus kerathurus en aquestes zones per la qual cosa hi figura a llista negra d'espècies invasores al medi marí de la Unió Internacional per a la Conservació de la Natura (UICN).
Metapenaeus monoceros hi viu fins a una profunditat de 170 metres, però comunament es troba entre 10 i 30 m. Prefereixen fons sorrencs o fangs sorrencs. Viuen en aigües salobres o ecosistemes marins.

## Descripció
Els adults M. monoceros són de color gris pàl·lid amb taques marrons fosques que els donen el nom de gamba marró o gamba tacada. El seu cos està cobert de pèls curts. Tenen antenes de color vermell-taronja. Són gambes de mida mitjana amb mascles que creixen fins a 15 centímetres i femelles que creixen fins a 20 cm. Els mascles tenen una columna vertebral corbada prominent al cinquè pereiopode (cama que camina). El pes màxim registrat és de 170 grams, però la majoria dels individus pesen menys de 30 g.

## Reproducció
Es creu que Metapenaeus monoceros és un reproductor continu amb dues estacions de posta importants. Es va trobar que aquestes estacions variaven amb el temps, la ubicació i els factors ambientals. A Tunísia, les estacions de posta són maig-juny i octubre-novembre. A Egipte, es va trobar que maig i juliol-octubre eren les estacions de posta. A Turquia la posta es va produir entre novembre i gener. A l'Índia, desembre-abril i agost-setembre són les dues estacions de posta principals. De la mateixa manera, la mida mínima a la maduresa sexual també va variar segons l'abast i possiblement amb les estacions de mostreig, amb els mascles que van assolir la maduresa sexual des de 7,5 cm a Turquia, 7,6 cm a Tunísia i 9,5 cm a l'Índia i Egipte. La mida a la maduresa de les femelles era d'11,4 cm a l'Índia, 11,6 cm a Turquia i 12,2 cm a Tunísia.

## Importància comercial
Metapenaeus monoceros té una importància comercial en tota la seva distribució. És important als països costaners africans, Índia, Pakistan, Bangla Desh, Turquia, Israel i Egipte.